# François Auguste Logerot

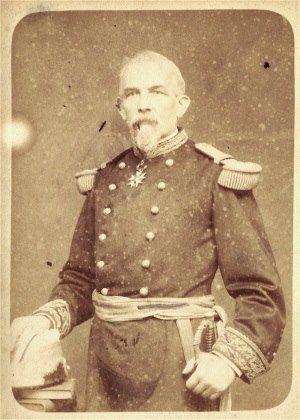
François Auguste Logerot

François Auguste Logerot (geboren am 1. Februar 1825 in Noyers-sur-Cher; gestorben am 15. Januar 1913 in Bourg-en-Bresse) war ein französischer Général de division und Politiker der Dritten Republik.

## Leben
François Auguste Logerot stammt aus einer Militärfamilie; seine Brüder Pierre Achille (1823–1905) und Hubert Adolphe (1827–1906) waren ebenfalls Generäle.
1844 war er Unterleutnant im 32. Infanterieregiment und wurde 1846 nach Afrika geschickt. Er wurde 1848 zum Leutnant ernannt und nahm 1849 an der Expedition nach Rom teil. Als Hauptmann (1853) wurde er im Krimkrieg eingesetzt. Er wurde am 8. September 1855 während der Belagerung von Sewastopol in der Schlacht von Malakoff verwundet und am 14. September 1855 zum Ritter der Ehrenlegion ernannt. Am 16. Januar 1861 wurde er Bataillonschef des 16. Infanterieregiments, das in Sétif stationiert war. Am 11. März 1868 wurde er zum Offizier der Ehrenlegion erhoben.
Am 18. September 1870, dem Tag, an dem die Belagerung von Paris begann, wurde er zum Oberstleutnant ernannt. Er organisierte die 2. Zouaves de marche und führte sie während der Kämpfe der 1. Loire-Armee an. In der Schlacht von Chambord wurde er verwundet, blieb aber dennoch an der Spitze seines Regiments in der Schlacht bei Coulmiers. Am 19. November 1870 wurde er Oberst des 38. Infanterieregiments, dann vorübergehend zum Brigadegeneral ernannt und er befehligte eine Brigade des 20. Armeekorps in der Ostarmee. Danach wurde er als Oberst wieder dem 14. Infanterieregiment zugewiesen, bevor er nach dem Krieg von 1870 das Kommando über das 80. Infanterieregiment in der Garnison in Bône übernahm.
Am 3. Mai 1875 wurde er in Lyon erneut zum Brigadegeneral befördert. Während des Tunesienfeldzugs 1881 führte er eine Brigade an. Am 18. Januar 1881 wurde er zum Kommandeur der Ehrenlegion erhoben und am 18. Juni desselben Jahres wurde er zum Divisionsgeneral befördert und befehligte das Besatzungskorps in Tunesien. Von 1884 bis 1887 befehligte er das 8. Armeekorps.
Vom 12. Dezember 1887 bis zum 3. April 1888 wurde er als Kriegsminister in die Regierung Tirard I berufen, da er kein Politiker war und vor allem Georges Boulanger nicht nahestand. Angesichts der zunehmenden Disziplinlosigkeit Boulangers, insbesondere seiner Reisen nach Paris, und der Wahlkampagnen, die im Februar 1888 in seinem Namen durchgeführt wurden, rief er ihn zur Ordnung. Als Logerot jedoch sah, dass Boulanger ihn weiterhin und dann offen über seine Fahrten nach Paris und seine Nicht-Unterstützung der Wahlkampagnen belog, beschloss er am 15. März, einen Bericht gegen ihn zu veröffentlichen und ihn durch Stellenentzug in den Ruhestand zu versetzen. Nach der Entscheidung des Untersuchungsrats am 26. März veröffentlichte er am 27. März das Dekret über Boulangers Entfernung aus dem Dienst und seine Versetzung in den Ruhestand.
Er wurde dann an die Spitze des 7. Armeekorps gestellt und am 28. Dezember 1888 zum Großoffizier der Ehrenlegion ernannt. Am 23. Januar 1891 wurde er mit der Militärmedaille ausgezeichnet. Am 29. Dezember 1897 wurde er in den Rang eines Trägers des Großkreuzes der Ehrenlegion erhoben. Er starb am 15. Januar 1913 in Bourg-en-Bresse.